# I Can Has Cheezburger?

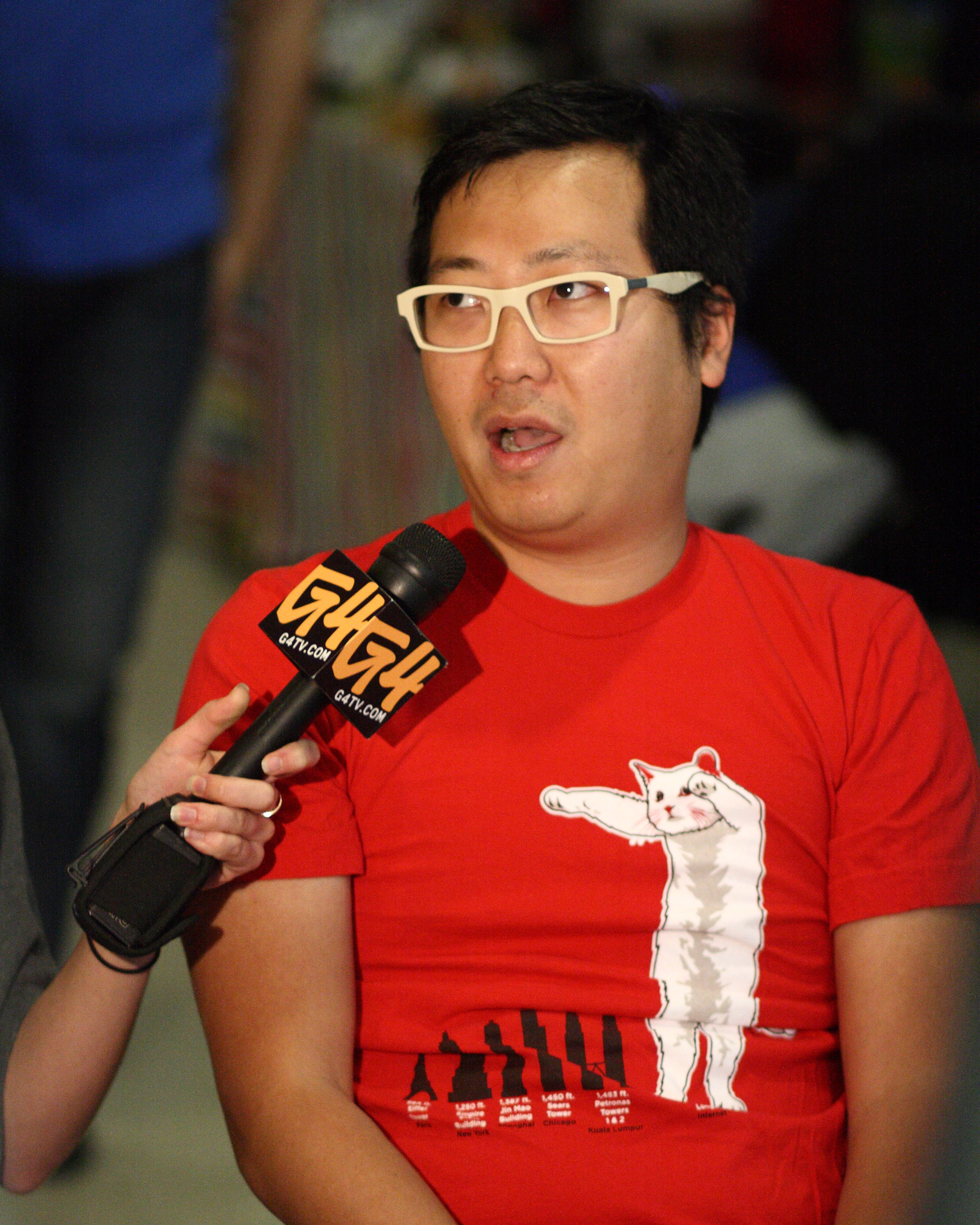
Ben Huh, ancien PDG de Cheezburger, Inc., à la ROFLCon II en 2010

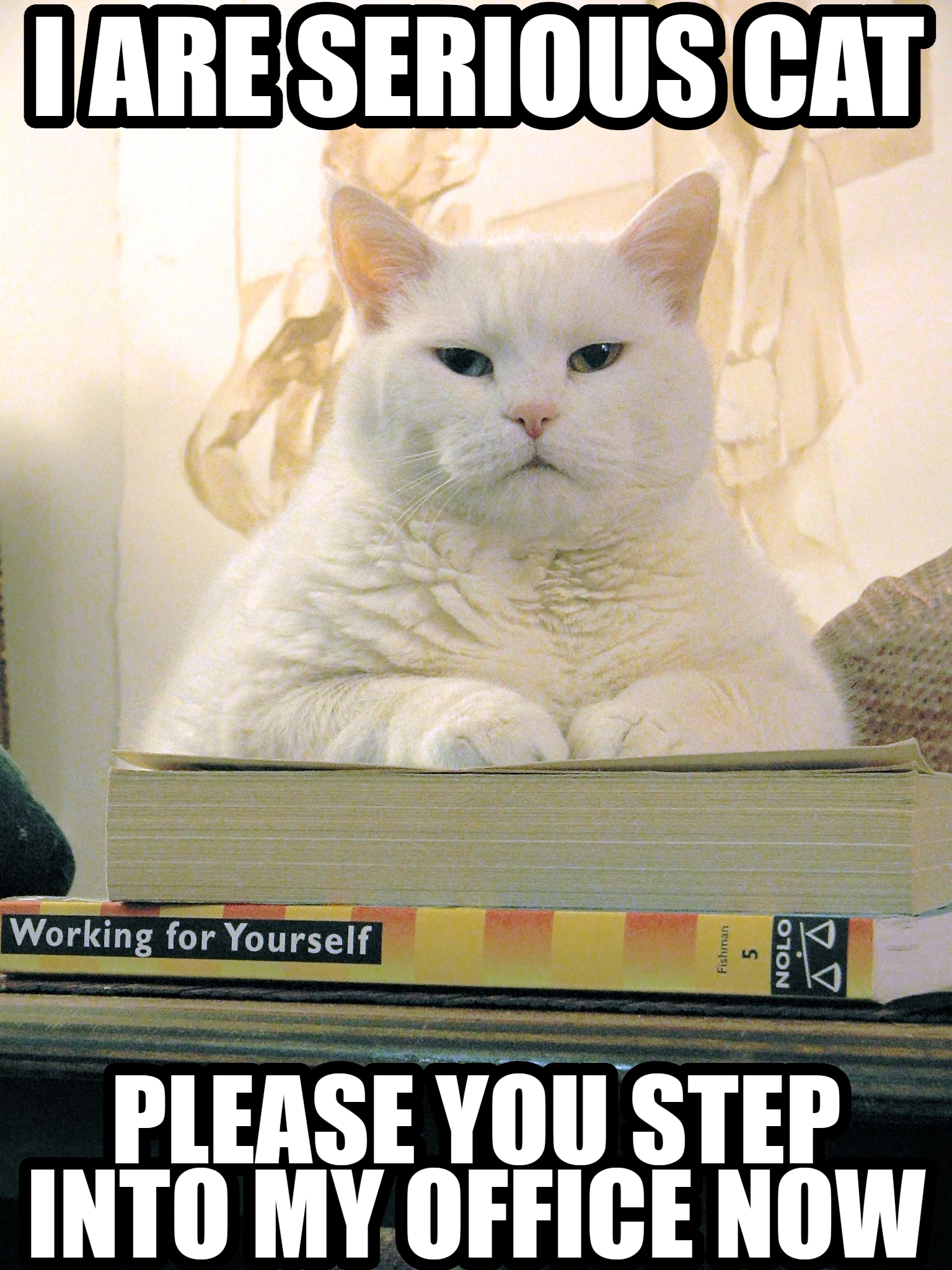
Un exemple d'image publiée sur ICHC

I Can Has Cheezburger? (en abrégé ICHC), en français Je peux avoir un cheeseburger ?, est un site Web au format blog proposant des vidéos (impliquant généralement des animaux) et des macros d'images, créé en 2007 par Eric Nakagawa (Cheezburger), originaire d'Hawaï, et son ami Kari Unebasami (Tofuburger). Le site Web était l'un des sites Internet les plus populaires de ce type, recevant jusqu'à 1 500 000 visites par jour à son apogée en mai 2007,. L'ICHC a joué un rôle déterminant dans l'introduction des macros d'images basées sur les animaux et du lolcat dans l'usage courant et dans la rentabilité des mèmes Internet.
L'ICHC a été créée le 11 janvier 2007, lorsque Nakagawa a publié une image du site Web de comédie Something Awful du chat British Shorthair souriant Franz, connu sous le surnom de Happy Cat, avec une légende : « Je peux avoir un cheezburger ? » dans un style popularisé par 4chan[réf. nécessaire]. C'est de cette image que le site tire son nom. Après avoir publié des images similaires, Nakagawa a ensuite converti le site en blog monétisé.
Un groupe d'investisseurs a acquis le site Web en septembre 2007 pour 2 millions de dollars américains. Le blog est devenu le site phare du Cheezburger Network, dirigé par Ben Huh. Le réseau comprend également FAIL Blog et Know Your Meme. En 2016, le réseau a été acquis par Literally Media,.

## Contenu
Le contenu de l'ICHC est soumis par les lecteurs du site, et le site héberge « the LOL Builder », un outil de création de macros d'images. Le nombre de demandes a considérablement augmenté avec la croissance du site. En juillet 2007, l'ICHC a reçu jusqu'à 500 demandes par jour. En janvier 2008, la moyenne était de 8 000. Seule une douzaine de contributions par jour sont publiées sur le site Web, tandis que les mises à jour sont programmées pour coïncider avec le moment où les lecteurs sont le plus susceptibles de visiter le site – le matin, l'heure du déjeuner et le soir. En 2008[Depuis quand ?], l'ICHC obtient environ 2 millions de pages vues par jour.
Le site tente de maintenir une atmosphère communautaire, en encourageant l'interactivité avec les lecteurs via un système de vote où les utilisateurs peuvent évaluer une image de un à cinq « cheezburgers », et à travers des thèmes, une image attirera des réponses pour former un récit continu. Selon Nakagawa, « C'est comme si vous créiez une histoire fournie par les membres de la communauté, puis que les membres de la communauté fournissaient la partie suivante de l'histoire. ». Jusqu'en 2013, l'ICHC gérait également un wiki sur SpeakLolSpeak.com conçu pour être une collection d'expressions importantes.
Les tendances populaires sur le site Web de l'ICHC en matière de sous-titrage incluent le « chat du plafond » (généralement un chat blanc) ; « chat du sous-sol » (un chat noir) ; le « comité itteh bitteh kitteh » ; invisible [quelque chose]; le Lolrus et son « bukkit » ; échouer (maintenant déplacé vers le blog FAIL) ; « om nom nom » (comme dans manger des sons) ; des références aux « cheeseburgers » ; « bon samedi » ; « chaton monorail » ; « oh salut » ; et « kthxbai » (« OK, merci, au revoir »). L'ICHC a popularisé les clones de neige tels que « Je suis dans votre (nom), (verbe se terminant par ing ) votre (nom) » ; « [une activité ou une émotion], vous le faites bien/mal » ; et « Je t'ai donné/apporté [quelque chose] mais je l'ai mangé/ai tout mangé ».

## Polices
La police Impact est utilisée dans presque toutes les images de tous les sites Web I Can Has Cheezburger (mais pas autant sur ses sites Web subsidiaires, tels que Memebase), et est même allée jusqu'à tenter de la reproduire dans une représentation de peinture à l'huile du « Happy cat » original (le lolcat original pour dire « I Can Has Cheezburger ? ») sur le site Web de l'ICHC. Cette utilisation de la police vient du fait qu'elle est la police de choix dans les macros d'images Something Awful pour beaucoup, c'est donc la police par défaut dans le Lolcat Builder du site. De nombreuses personnes créant des lolcats dans d'autres logiciels ont utilisé la même police pour conserver le look classique de I Can Has Cheezburger. D'autres polices standards sont disponibles sur le constructeur.

## Projets dérivés et publications
Un réseau de sites frères connexes s'est développé parallèlement à l'ICHC, appelé Cheezburger Network. 25 d'entre eux sont liés entre eux via une barre de navigation en haut de chaque site. LOLwork sur Bravo, les employés chroniques vivent au bureau de l'ICHC.
L'ICHC a produit un livre, I Can Has Cheezburger ?: A LOLcat Collickshun, en 2008. Un deuxième livre de l'ICHC, How To Take Over The Wurld: An LOLcat Guide 2 Winning, a été publié en 2009. En outre, FAIL Blog a publié son premier livre, Fail Nation: A Visual Romp Through the World of Epic Fails, le 6 octobre 2009.
Cheezburger a fait l'objet de la série de télé-réalité LOLwork sur le réseau de télévision Bravo . La série a suivi Ben Huh et son équipe alors qu'ils créaient du nouveau contenu pour le site.
#ICanHazPDF, dérivé de I Can Has Cheezburger ?, est un hashtag utilisé sur Twitter par les chercheurs recherchant des articles universitaires gratuits pour contourner les paywalls des revues universitaires.